# Zij (boek)
Zij (Engelse titel: She, A History of Adventure) is een fantasyroman uit 1886 van de Britse schrijver Henry Rider Haggard.

## Synopsis
Horace Holly, een jonge professor aan de universiteit van Cambridge, krijgt de zorg over Leo, de zoon van een overleden collega. Hij kreeg ook een ijzeren kist met de vraag die pas te openen als Leo 25 jaar oud is. In deze kist bevindt zich de "scherf van Amerantas". Leo en Holly volgen de instructies op de scherf, die hen naar Oost-Afrika voert. Ze ontmoeten de gevreesde witte koningin Ayesha (aangesproken als Zij) die in de ruïnes van de verloren stad Kôr woont. 

## Publicatie
Het boek werd oorspronkelijk als serie gepubliceerd in The Graphic-magazine tussen oktober 1886 en januari 1887. Dit fantasyboek wordt als voorloper van de huidige sciencefiction gezien. Er werden meer dan 83 miljoen exemplaren van verkocht in 44 verschillende talen. De oudste versie die we op dit moment hebben kunnen vinden in het Nederlands is uitgegeven 1922. Het boek werd ook een tiental maal verfilmd, de eerste maal in 1899 als La colonne de feu door Georges Méliès en een laatste maal in 2001.